# Stonehaven Bay (vik i Storbritannien)
Stonehaven Bay är en vik i Storbritannien.   Den ligger i kommunen Aberdeenshire och riksdelen Skottland, i den norra delen av landet, 600 km norr om huvudstaden London.